# میاکوجی، فوکوشیما
میاکوجی، فوکوشیما (به لاتین: Miyakoji) یک منطقهٔ مسکونی در ژاپن است که در استان فوکوشیما واقع شده‌است. میاکوجی ۱۲۵٫۳۷ کیلومتر مربع مساحت و ۳٬۱۲۸ نفر جمعیت دارد.